# Masaki Yamamoto (voetballer)
Masaki Yamamoto (Shizuoka, 24 augustus 1987) is een Japans voetballer.

## Carrière
Masaki Yamamoto speelde tussen 2005 en 2011 voor Shimizu S-Pulse. Hij tekende in 2012 bij Consadole Sapporo.